# Karl Friedrich Grau
Karl Friedrich Grau (* 1922; † 5. September 1984 in Luxemburg) war ein rechtskonservativer deutscher Publizist und Weinhändler. Er war gleichzeitig Mitglied sowohl der CDU als auch der CSU.

## Leben
Karl Friedrich Grau betrat in den späten 1950er Jahren die politische Bühne der Bundesrepublik. Biografische Daten zu seiner Jugend und Werdegang sind, mit einer Ausnahme, nicht zu finden. So soll er bei der Hitlerjugend Streifenführer gewesen sein.
Laut dem Spiegel führte Grau „ein geheimes Imperium dubioser Vereine, mit denen er Spenden in Millionenhöhe für die Union akquirierte, häufig etwas außerhalb der Legalität.“
1958 gründete er zusammen mit dem CDU Bundestagsabgeordneten Karl-Heinz Vogt die „Studiengesellschaft für staatspolitische Öffentlichkeitsarbeit e. V.“ mit Sitz in 8762 Amorbach, wo Grau CSU Mitglied war. Grau wurde Geschäftsführer, Vogt ihr Präsident. Die Studiengesellschaft orientierte sich an den radikal antikommunistischen und streng konservativen Positionen von William S. Schlamm.
Im Juni 1961 war Grau in Frankfurt Mitgründer einer „Schweizerisch-Deutschen Gesellschaft für Ostforschung e. V.“ Peter Sager wurde Präsident, Karl-Heinz Vogt Vizepräsident und Grau Generalsekretär. Im März 1962 meldete sich Grau mit zweitem Wohnsitz in Goldswil/Interlaken Schweiz an.
Am 9. April 1962 war Grau Mitgründer der mittlerweile als gesichert rechtsextrem eingestuften Verein Staats- und Wirtschaftspolitische Gesellschaft (SWG).
1964 wurde Grau, zusammen mit den CDU-Bundestagsabgeordneten Hermann Götz und Walter Picard Mitglied des „Deutschen Priorat des Tempelherren-Ordens e. V.“ mit Sitz in Wiesbaden (17. Dezember 1968 beim Amtsgericht Wiesbaden registriert). 1966 war er Mitbegründer und Vorstandsmitglied der „Deutschland-Stiftung“, später wurde er Generalsekretär der Paneuropa-Union.
1967 kamen Grau und Kurt Ziesel wegen „Vergehens der fahrlässigen Angabe einer Versicherung an Eides Statt“ beim Amtsgericht Biberach glimpflich mit einer Geld- anstatt Gefängnisstrafe davon.
Die „Studiengesellschaft für staatspolitische Öffentlichkeitsarbeit“ kaufte 1971 von Strauß-Anhänger Hermann Rössler die intern informationen, welche seit 1956 erschienen. Grau war ab 1971 Herausgeber und bis 1972 verantwortlicher Redakteur.
Im Dezember 1973 traf sich Grau mit führenden NPD-Funktionären in Frankfurt, um Absprachen für den bevorstehenden Wahlkampf in Hessen zu treffen. Als dies bekannt wurde, schloss man Grau 1974 aus der CDU aus und distanzierte sich von ihm. Seinen Posten als Generalsekretär der Paneuropa-Union musste er deswegen 1975 ebenfalls abgeben. Nach knapp zweieinhalb Jahren wurde er 1976 wieder in die CDU aufgenommen.
In den 1980er Jahren pflegte Grau enge Kontakte zur militärischen Führung des südafrikanischen Apartheidregimes. Deswegen drohte ihm der Schweizer Bundesrat die Ausweisung an.
Im Bundestagswahlkampf 1980 verteilte Grau bundesweit tausende gefälschter Aufkleber und Handzettel mit der Aufschrift „Lieber die Russen in Heilbronn als Strauß in Bonn“, gezeichnet „Jungsozialisten in der SPD“. Die Kriminalpolizei fand im Frankfurter Büro der „Studiengesellschaft für staatspolitische Öffentlichkeitsarbeit e. V.“ die Druckstöcke und weitere Stapel mit Hetzplakaten. Wegen Urkundenfälschung und Beleidigung wurde Grau im Januar 1983 zu einer Geldstrafe von 1250 Mark verurteilt.
Am 28. Juni 1984 wurde Grau in Luxemburg von der Polizei festgenommen, nachdem er versucht hatte, bei verschiedenen Banken Millionenbeträge abzuheben. Er trug eine Kontenliste und eine Pistole ohne Waffenschein bei sich. Die luxemburgische Staatsanwaltschaft verdächtigte ihn, auf betrügerische Weise an diese Konten gelangt zu sein. Grau blieb bis Ende August 1984 in Untersuchungshaft – bis er wegen Herzbeschwerden in ein Krankenhaus eingeliefert wurde. Dort unternahm er trotz Bewachung einen Fluchtversuch aus dem zweiten Stock. Dieser Versuch endete in einem Sturz, an dessen Folgen Grau am 5. September 1984 verstarb.
Die Luxemburger Ereignisse hatten Auswirkungen auf die spätere CDU-Parteispendenaffäre in Hessen, denn Grau stellte Ende der 1970er bis Anfang der 1980er Jahre Spendenquittungen seiner gemeinnützigen Vereine aus. Anschließend reichte er die Spenden, abzüglich einer Provision von zehn Prozent an die CDU weiter, welche wiederum fingierte Rechnungen über Seminare wie etwa der „Studiengesellschaft für staatspolitische Öffentlichkeitsarbeit e. V.“ stellte. Grau hinterließ nach seinem Tod sechs weitere solcher Spendensammelstellen.
Sein Buch über sowjetische Kriegsverbrechen in Schlesien wurde in andere Sprachen übersetzt.

## Schriften
- Apropos Strauß. Eine Dokumentation. Mit einem Vorwort von Konrad Adenauer. Herausgegeben von der Studiengesellschaft für staatspolitische Öffentlichkeitsarbeit in Frankfurt am Main. Herausgeber Karl Friedrich Grau. Seewald Verlag, Stuttgart 1965, 197 Seiten
- Schlesisches Inferno. Kriegsverbrechen der Roten Armee beim Einbruch in Schlesien 1945. Eine Dokumentation. Eingeleitet von Ernst Deuerlein. Hrsg. vom Informations- u. Dokumentationszentrum West. Seewald, Stuttgart 1966, 204 S.
- Demontage der Demokratie. Sonderausgabe der Studiengesellschaft für staatspolitische Öffentlichkeitsarbeit. Frankfurt am Main 1968, 240 S.